# 小西正泰
小西 正泰（こにし まさやす、1927年8月9日 - 2013年8月25日）は、日本の昆虫学者。

## 人物・来歴
1927年、兵庫県西宮市に生まれる。父親の仕事の関係で小学生時代は秋田県で過ごす。青森県立弘前中学校（現：青森県立弘前高等学校）を卒業。北海道大学農学部農業生物学科を卒業。北海道大学大学院農学研究科修士課程修了、1961年「日本列島産キクイゾウムシ亜科(鞘翅目、象鼻虫科)の分類学的研究」で農学博士。
東京農林専門学校ののち、北興化学工業に長く務めるかたわら昆虫を研究、のち技術顧問。他に、学習院大学講師、アンリ・ファ－ブル会理事、野川ホタル村村長、東京ホタル会議議長、日本ホタルの会理事、板当沢ホタル調査団団長、陸生ホタル生態研究会会長などを務めた。
2013年8月25日、肺炎のため死去。墓所は青山霊園。

## 著書

### 単著
- 『虫の文化誌』朝日新聞社、1977年、国立国会図書館書誌ID:000001359904
  - 『虫の文化誌』朝日新聞社〈朝日選書〉、1992年、ISBN 4-02-259546-9
- 『虫の博物誌』朝日新聞社〈朝日選書〉、1993年、ISBN 4-02-259589-2
- 『昆虫の本棚』八坂書房、1999年、ISBN 4-89694-428-3
- 『虫と人と本と』創森社、2007年、ISBN 978-4-88340-211-3

### 共編
- 『文化昆虫学事始め』三橋淳共編、創森社、2014年、ISBN 978-4-88340-291-5

### 翻訳
- ルーシー・W.クラウセン（Lucy Wilhelmine Clausen）『昆虫と人間』全2巻、小西正捷共訳. みすず書房〈みすず科学ライブラリー〉、1972

1. 国立国会図書館書誌ID:000001140185
2. 国立国会図書館書誌ID:000001140186

- H.デンベック（Hermann Dembeck）『動物の文化史』全3巻、渡辺清共訳、築地書館

1. 『狩りと人間』 1979年、国立国会図書館書誌ID:000001400039
2. 『家畜のきた道』 1979年、国立国会図書館書誌ID:000001427104
3. 『動物園の誕生』 1980年、国立国会図書館書誌ID:000001469362

- J.L.クラウズリー=トンプソン（John Cloudsley-Thompson）『歴史を変えた昆虫たち』思索社、1982年、国立国会図書館書誌ID:000001561153
  - 『歴史を変えた昆虫たち 増補新装版』思索社、1990年、ISBN 4-7835-0177-7
- ルーシー・W.クラウセン『昆虫のフォークロア』小西正捷共訳、博品社、1993年、ISBN 4-938706-07-5（『昆虫と人間』の改訂）
- ジーン・アダムス（Jean Ruth Adams） 編『虫屋のよろこび』監訳、平凡社、1995年、ISBN 4-582-53713-8
- メイ・R.ベーレンバウム（May Berenbaum）『昆虫大全 人と虫との奇妙な関係』監訳、白揚社、1998年、ISBN 4-8269-0082-1